# Liste der Baudenkmäler in Inrath/Kliedbruch
Die Liste der Baudenkmäler in Inrath/Kliedbruch enthält die denkmalgeschützten Bauwerke auf dem Gebiet von Krefeld-Inrath/Kliedbruch, Stadtbezirk Nord, in Nordrhein-Westfalen (Stand: April 2020). Diese Baudenkmäler sind in der Denkmalliste der Stadt Krefeld eingetragen; Grundlage für die Aufnahme ist das Denkmalschutzgesetz Nordrhein-Westfalen (DSchG NRW).

| Bild                    | Bezeichnung                      | Lage                                      | Beschreibung | Bauzeit        | Eingetragen seit | Denkmal- nummer |
| ----------------------- | -------------------------------- | ----------------------------------------- | --- | -------------- | ---------------- | --------------- |
| weitere Bilder          | Katholische Pfarrkirche St. Anna | Inrath An der Annakirche Karte            | Architekt: Josef Kleesattel | 1901–1903      |                  | 561             |
| Hubert-Houben-Kampfbahn | Hubert-Houben-Kampfbahn          | Kliedbruch Appellweg 3 Karte              | Kampfbahn Haus des Platzwartes Tribüne umgebende Mauer zwei Skulpturen | 1925           |                  | 958             |
| Schirrhof               | Schirrhof                        | Kliedbruch Blumentalstraße 147, 149 Karte | | bis 1915       |                  | 320             |
| weitere Bilder          | Grenzstein                       | Inrath Drügstraße Am Schützenhof Karte    | Nach der Schlichtung von Streitigkeiten zwischen dem Königreich Preußen und dem Kurfürstentum Köln wurde die Grenze im Jahr 1726 durch vierzehn „neu eingesetzte steinerne Pfähle“ gesichert, von denen heute noch neun dieser Grenzsteine erhalten sind. Sie markieren die Grenze der Herrlichkeit Krefeld von der Glockenspitz über Schützenhof bis Schicksbaum. Auf der Stirnseite findet sich das Moerser Wappen und (darunter) der Schriftzug „Crevelt“, auf der Rückseite das kurkölnische Wappen und (darunter) der Schriftzug „Kempen“. Auf den anderen Seiten findet sich die Jahreszahl „1726“ und die laufende Nummer des Grenzsteins. | 1726           |                  | 608             |
| weitere Bilder          | Katholische Kirche St. Hubertus  | Kliedbruch Hohen Dyk 130 Karte            | Architekt: Heinz Dohmen, Glasfenster: Hubert Spierling. | 1959           |                  | 825             |
| weitere Bilder          | Fabrikgebäude                    | Inrath Hülser Straße 214 Karte            | Krefelder Denkmalpreis 2000; heute Verseidag | um 1910        |                  | 867             |
|                         |                                  | Inrath Inrather Straße 197–203 Karte      | |                |                  | 717             |
| Schule                  | Schule                           | Inrath Inrather Straße 224 Karte          | |                |                  | 560             |
| weitere Bilder          | ehemaliger Rangshof              | Inrath Inrather Straße 645 Karte          | | um 1737        |                  | 577             |
| weitere Bilder          | ehemaliger Siepenhof             | Inrath Inrather Straße 725 Karte          | |                |                  | 98              |
| Kützhof                 | Kützhof                          | Inrath Inrather Straße 751 Karte          | diverse Einzelgebäude |                |                  | 950             |
|                         |                                  | Inrath Inrather Straße 801 Karte          | |                |                  | 576             |
|                         |                                  | Kliedbruch Kliedbruchstraße 24 Karte      | |                |                  | 890             |
|                         |                                  | Kliedbruch Kliedbruchstraße 26 Karte      | |                |                  | 891             |
|                         |                                  | Kliedbruch Kliedbruchstraße 28 Karte      | |                |                  | 892             |
|                         |                                  | Kliedbruch Kliedbruchstraße 34 Karte      | |                |                  | 817             |
|                         |                                  | Kliedbruch Kliedbruchstraße 36 Karte      | |                |                  | 893             |
| Villa Poelzig           | Villa Poelzig                    | Kliedbruch Kliedbruchstraße 67 Karte      | Giebelständiges Backsteinhaus mit ungewöhnlich eigenwilligen Geschosshöhen und Dachformen, das Architekt Hans Poelzig als einziges Werk für Privatpersonen für die Textilfabrikanten Ilse und Fritz Steinert entwarf. Die Villa ist heute unter den Bezeichnungen „Poelzig-Haus“, „Villa Poelzig“ oder „Haus Steinert“ bekannt. | 1929–1931      |                  | 955             |
|                         |                                  | Kliedbruch Kliedbruchstraße 77 Karte      | |                |                  | 894             |
|                         |                                  | Kliedbruch Kliedbruchstraße 81 Karte      | |                |                  | 895             |
|                         |                                  | Inrath Krüllsdyk 85 Karte                 | |                |                  | 569             |
|                         |                                  | Inrath Krüllsdyk 87 Karte                 | |                |                  | 570             |
|                         |                                  | Inrath Krüllsdyk 89 Karte                 | |                |                  | 571             |
|                         |                                  | Kliedbruch Krüllsdyk 174 Karte            | |                |                  | 896             |
|                         |                                  | Kliedbruch Krüllsdyk 178 Karte            | |                |                  | 897             |
|                         |                                  | Kliedbruch Moerser Straße 144 Karte       | |                |                  | 536             |
|                         |                                  | Kliedbruch Moerser Straße 146 Karte       | |                |                  | 931             |
|                         |                                  | Kliedbruch Nassauerring 288 Karte         | Architekt: Karl Buschhüter | 1931 nach 1945 |                  | 758             |